# Tutti dicono I Love You
Tutti dicono I Love You (Everyone Says I Love You, letteralmente "Tutti dicono ti amo") è un film del 1996 scritto, diretto e interpretato da Woody Allen.

## Trama
Djuna detta "Dj", una sveglia adolescente, racconta le contorte faccende amorose della sua famiglia allargata con un padre, un patrigno e due sorellastre. I suoi genitori, infatti, sono divorziati, ma sono rimasti in ottimi rapporti; mentre suo padre Joe, uno scrittore che vive tra Parigi e New York non riesce a trovare una nuova donna, la madre Steffi si è risposata con Bob, un convinto democratico già padre di tre femmine ed un maschio: Skylar, Lane, Laura e Scott.
Questo equilibrio sembra distruggersi appena l'amore fa capolino nella vita di tutti: Joe si innamora di una splendida donna, Von, e fa di tutto per farla innamorare di lui; Skylar, proprio poco dopo l'annuncio di matrimonio con Holden, un bravo ragazzo, un po' timido e impacciato, inizia a farsi corteggiare da Charles, un ex detenuto appena liberato grazie a una delle tante campagne politiche di sensibilizzazione condotte da Steffi; Lane e Laura iniziano a corteggiare lo stesso ragazzo, il rampollo di una famiglia milionaria newyorkese, anche se sanno che solo una verrà scelta; infine un altro tipo d'amore, quello per il proprio paese, fa diventare repubblicano Scott, mandando in bestia Bob.
Alla fine Skylar sposa comunque il suo promesso sposo, scoprendo che l'ex detenuto è ancora un terribile criminale; Von lascia andare Joe e torna dal marito; Lane e Laura tornano inseparabili e trovano due ragazzi differenti; Scott scopre di avere un'arteria intasata, che gli portava poco sangue al cervello, e solo per questo era diventato improvvisamente repubblicano.

## Caratteristiche
Tutti dicono I Love You è un grande omaggio al cinema degli anni d'oro di Hollywood: ha una sceneggiatura lieve e brillante, un cast corale formato da una gran quantità di star, e frequenti numeri musicali, cantati dagli attori stessi e realizzati con brani famosi. La storia si svolge in tre scenografie diverse, che corrispondono alle tre città preferite di Woody Allen: New York (scenario principale), Parigi (casa di Joe) e Venezia (luogo di vacanza dove Joe incontra Von).
Il film è disseminato di omaggi ai Fratelli Marx ed in particolar modo a Groucho Marx, primaria fonte di ispirazione di Allen: nella scena della festa, dopo una coreografia con vari Groucho, abbigliati ognuno con un costume di un suo vecchio film, tutti i partecipanti, donne incluse, portano dei baffi neri e un sigaro nella mano.

## Riconoscimenti
- National Board of Review Awards 1996
  - Miglior attore non protagonista (Edward Norton)